# Lamongerie
 Lamongerie  (en occitano La Monjariá) es una comuna y población de Francia, en la región de Lemosín, departamento de Corrèze, en el distrito de Tulle y cantón de Uzerche.
Su población en el censo de 2008 era de 105 habitantes.
Está integrada en la Communauté de communes du Pays d'Uzerche.

## Demografía
| 204 | 180 | 149 | 134 | 106 | 83 | 105 |
| Para los censos de 1962 a 1999 la población legal corresponde a la población sin duplicidades (Fuente: INSEE [Consultar]) |     |     |     |     |    |     |